# Boots (The Killers)
Boots è il quinto singolo natalizio del gruppo statunitense The Killers eseguito per la prima volta la sera del 29 novembre 2010 presso il Club 9:30 a Washington e disponibile online sul sito ufficiale della Starbucks a partire dal 1º dicembre. Come per gli altri singoli natalizi, ovvero A Great Big Sled, Don't Shoot Me Santa, Joseph, Better You Than Me e ¡Happy Birthday Guadalupe!, anche questo si pone come scopo la raccolta di fondi da destinare alla lotta contro l'AIDS in Africa. Per ogni visualizzazione del video, infatti, Starbucks donerà 5 centesimi al Global Fund to Fight AIDS. È, inoltre, il primo disco della band che non presenta il classico logo in stile neon.

## Video
Il video per la canzone è stato diretto da Jared Hess, regista del film Napoleon Dynamite del 2004.